# براسبارتس
بلدية براسبارتس (بالبريتانية: Brasparzh)‏ هي بلدية في إقليم فنستير في برطانية في شمال غرب فرنسا.

## روابط خارجية
- الموقع الرسمي
- أرشفة جمعية رؤساء بلدية نسخة محفوظة 2021-03-18 على موقع واي باك مشين. باللغة الفرنسية